# اتحاد إداري (تقسيم إداري ألماني)
اِتِّحاد إِدارِي (بالأَلمانِيَّة: Verwaltungsgemeinschaft) هُو اِتِّحاد مجمُوعة مِن البلدات والأَسواق والمُدُن الأَلمانِيَّة إِدَارِياً. ويهدُف الاِتِّحاد والتَّعاوُن الإِدارِي بين البلدات والأَسواق والمُدُن المُجاورة لِبعضِها البعض جُغرافِياً؛ إِلى تعزِيز الأَداء الإِدارِي بين الأَعضاء؛ مع اِحتِفاظ البلدات والأَسواق والمُدُن الأَعضاء بِاِستِقلالِيَّتِها الإِدَارِيَّة.

## اُنظُر أَيضاً
- بلدات أَلمانِيا.

## مَراجع
1. ↑  "معلومات عن اتحاد إداري (تقسيم إداري ألماني) على موقع d-nb.info". d-nb.info. مؤرشف من الأصل في 2019-12-10.